# 태번 온 더 그린

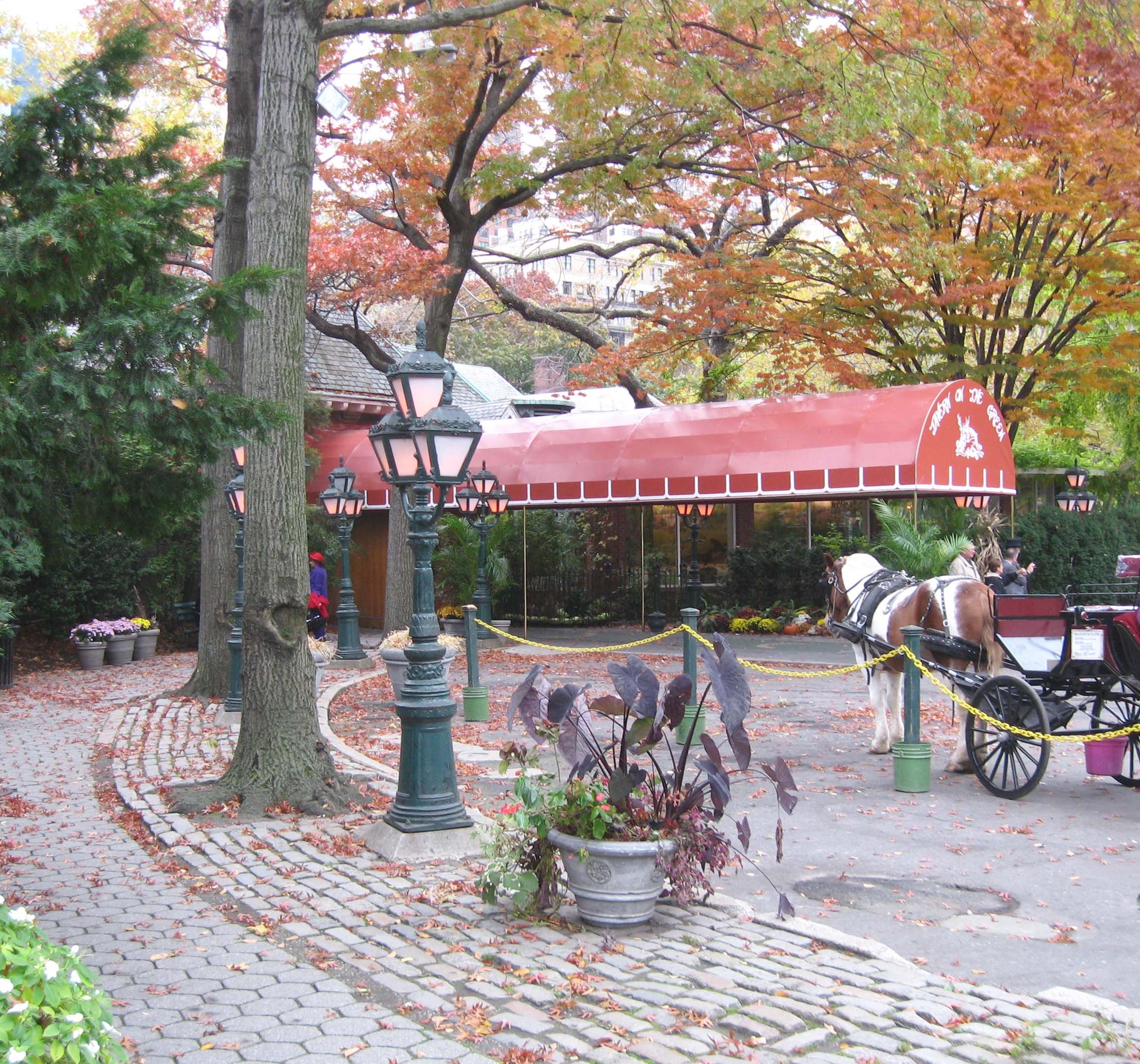
태번 온 더 그린

태번 온 더 그린(Tavern on the Green)은 뉴욕 센트럴 파크 내에 위치한 레스토랑이다. 1934년 문을 열어 2009년까지 영업하였다. 2010년 10월 15일부터는 기프트숍 및 비지터 센터로 운영된다. 2007년에는 3천 8백만 달러 이상의 수입을 보이고 있으며, 50만명 이상이 방문하였다. 미국에서 자립형 식당 중 베니션 라스베이거스 다음인 두 번째로 가장 수입이 높았다.